# 제임스 패커
제임스 이넬 패커(James Innel Packer, 1926년 7월 22일 ~ 2020년 7월 17일)는 복음주의 신학자이다. 코퍼스 크리스티 칼리지(Corpus Christi College), 오크힐 신학교(Oak Hill Theological College), 성공회 신학교인 위클리프 홀(Wycliffe Hall)에서 공부했다. 1952년에는 부제 서품을, 1953년에는 사제 서품을 받았으며, 캐나다 리전트 신학교(Regent College)에서 역사신학 및 조직신학 교수로 있었다. 패커 교수는 복음주의 가치 수호에도 앞장서, 동성결혼에 찬성하던 캐나다성공회(ACC)에서 탈퇴했으며, 자신의 성공회 주교 면허도 반납했다. 성공회 사제들인 존 스토트 신부, 앨리스터 맥그래스 신부와 더불어 저교회파의 성공회신학과
개혁주의신학(the low church Anglican and Reformed traditions)의 대표적인 신학자 중 한 사람이다. C.S. 루이스로부터 첫 신학 강의를 듣고 큰 영향을 받았다고 한다.
청교도 신학에 대한 깊이 있는 관심으로 청교도 관련 서적을 많이 집필하였다. 특히, 존 오언, 리차드 백스터, 조너선 에드워즈에 대한 자료는 청교도 연구에 기초를 제공한다.

## 생애

### 성장과정
패커는 1926년 7월 22일 영국 글로스터셔 북쪽에 있는 트와이닝이라는 마을에서 태어났다. 제임스와 도로시 패커 부부의 맏이였다. 유일한 동생은 마거릿인데 1929년에 태어났다.
패커의 가족은 중산층에 속했으며 성공회 교단에서 명목상의 신앙을 유지했다. 집 근처에 있는 세인트캐더린교회(St. Catharine’s Church)에 열심히 다니긴 했으나, 하나님의 역사에 대해서는 일절 이야기를 나누지 않았고 식사 시간에도 기도하는 법이 없었다.

### 교통사고
1933년 9월, 일곱 살 때였다. 패커는 같은 학교에 다니는 아이한테 괴롭힘을 당하며 차도로 쫓겨 나오다가 그만 지나가던 식료품 트럭과 부딪히고 말았다. 그 결과 뇌수술을 받고 3주 동안 입원했으며, 회복을 위해 6개월 간 학교에 가지 않고 집에서 쉬었다. 또한 사고로 인해 이마의 오른쪽 측면 전두부가 깨져 움푹 들어가게 되었는데, 훗날 그는 한쪽 끝을 살짝 깨뜨린 달걀 모양에 자신의 머리를 비교하기도 했다. 그렇게 깨진 뼈 조각은 그가 살던 지역에서 근무하던 한 노련한 의사가 제거해 주었다. 그 의사는 패커에게 상처를 보호하기 위해 검은색 알루미늄 판을 고무줄로 둘러 착용하라고 권했다. 그리고 어떤 종류의 운동도 하지 말라고 금했다. 그러자 패커는 혼자 지내며 책읽기나 글쓰기 따위에만 점점 더 몰입하게 되었다. 이마에 두르고 있던 알루미늄 판은 이후로 8년 동안이나 착용했고, 열다섯 살이 되어서야 더 이상 착용하지 않기로 했다.

### 타자기
1937년 열한 번째 생일을 맞이하던 날 아침, 패커는 자전거 선물을 받길 기대하며 잠에서 깼다. 자전거는 그 나이쯤 되면 으레 받는 선물이었는데, 그걸 받고 싶다고 넌지시 말해 왔기 때문이다. 그런데 패커의 부모는 오래되고 무거운 타자기 하나를 선물로 주었다. 상태는 매우 좋았다. 패커 전기를 쓴 알리스터 맥그래스는 그 선물이 어떤 의미를 갖는지 다음과 같이 설명했다. “그건 패커가 요구한 선물은 아니었다. 하지만 꼭 필요한 선물임을 곧 알게 되었다. [중략] 그렇게 최고의 선물이 된 타자기는 유년 시절에 누린 가장 소중한 보물이었다.”
1937년 가을, 패커는 초등학교에서 문법학교(The Crypt School)로 진학했다. 거기서 그는 자기 학급에서 유일하게 고전을 전공하는 학생이 되었다. 리랜드 라이큰은 이렇게 기록했다.
“그 학교는 헨리 8세가 로마교회와 절교하고 국교회를 세운 시대에 속한 1539년에 설립된 명문이었다. 원래는 지역 교회의 지하실에서 출발했기 때문에 ‘크립트’(Crypt)라는 이름을 얻게 되었다. 당시 패커가 가진 명목적인 기독교 신앙의 관점으로 보면 별 의미가 없을 수 있지만, 이후 그가 걷게 될 길에 비추어보면, 그 학교 선배 중에 영국이 낳은 위대한 설교자요 전도자인 조지 휫필드가 있었다는 사실은 큰 의미가 있었다.”

### 성공회 신자인 C.S 루이스의 책을 읽다
어느 날 패커는 반 친구와 함께 체스를 하게 되었다. 친구의 아버지는 유니테리언(단일신론)에 속한 목회자였다. 그래서인지 친구는 패커를 설득하며 유니테리언주의를 받아들이게 하려고 애썼다. 그러나 패커는 왜 신약성서의 일부만 수용하고 예수 그리스도의 신성은 부인하려고 하는지 궁금했다. 이후 패커는 성공회 작가인 C. S. 루이스의 기독교 고전(고전은 인간의 정신세계에 영향을 주는 문학작품을 뜻한다. 종교고전들인 성서, 반야심경 등의 불경, C.S루이스가 쓴 순전한 기독교, 스크루테이프의 편지, 유교 고전들인 사서(공자와 제자들이 나눈 대화인 논어, 맹자의 사상을 정리한 맹자, 우주의 원리를 말한 중용, 예기에서 발췌한 대학. 중용도 예기에서 발췌함.), 사회과학 고전인 칼 맑스와 앵겔스의 공산주의 선언, 자본론 등이 있다.)들인 ‘스크루테이프의 편지’(The Screwtape Letters)에 이어 ‘순전한 기독교’(Mere Christianity)를 읽었다. 그렇게 십대를 보내며 할머니가 가지고 있던 킹제임스 성경도 시간을 내어 읽었고, 그 모든 독서가 기독교 세계관의 기초를 마련해 주었다. 비록 그때까지는 구원에 이르는 믿음을 갖진 못했지만, 나중에 패커는 그 당시 자신이 구원의 문턱에 절반쯤은 이르렀다고 회고했다. 그러나 열네 살이 되도록 그는 회심이라든가 구원에 이르는 믿음을 세인트캐더린교회에서는 들어본 적이 없었다.

### 회심
열여덟 살에 패커는 장학금을 받고 옥스퍼드대학교에 들어가 코르푸스 크리스티 칼리지(Corpus Christi College, 코르푸스 크리스티는 라틴어로 Corpus(코르푸스,몸)에 Christus(크리스투스,그리스도)에 우리말의 속격조사(-의) 역할을 하는 격어미인 -i를 더한 Christi(크리스티)를 더한 구(글귀,句)이다. 따라서 코르푸스 크리스티라고 함이 맞다.)에서 고전을 공부하게 되었다. 자신의 묘사에 의하면, 뭔가 어색한 모습에 수줍음을 많이 타던 지적 괴짜로서 여행용 트렁크 하나를 손에 들고 옥스퍼드 대학교에 도착했다. 당시 아버지가 철도 회사(The Great Western Railway)에 근무하고 있었기에 기차로 한 시간가량 되는 거리를 공짜 티켓으로 올 수 있었다.
그리고 3주가 지난 1944년 10월 22일, 패커는 세인트 알데이트교회(St. Aldate’s Church) 주일 저녁 예배(성공회 감사성찬례)에 참석하여 설교를 듣게 되었다. 어느 연로한 성공회 사제가 설교했다. 사제가 성경 본문을 해설하는 설교가 따분하게 들렸다. 그런데 후반부에 이르자 사제가 자신이 어릴 때 수련회에서 겪었던 일을 이야기하기 시작했다. 그때 자신이 정말로 그리스도인인지 심각한 도전을 받게 되었다는 내용이었다. 패커는 그 이야기를 열중해 듣다가 자신이 그리스도를 알지 못한다는 사실을 깨달았다. 설교가 끝나고, 성가 ‘내 모습 이대로’(Just As I Am)로써 하느님을 찬양하며, 패커는 자신의 삶을 그리스도께 드리기로 했다. 이는 1735년에 조지 휫필드가 회심한 장소로부터 얼마 떨어지지 않은 곳에서 일어난 일이었다.

## 같이 보기
- 폴 헬름
- 존 오언
- 저교회파

## 저서
- 《하나님의 인도》/IVP(한국기독학생회출판부)
- 《은혜를 아는 지식 》(Great Grace)/쉴만한 물가
- 《견고한 크리스천》(GROWING IN CHRIST)/규장
- 《성령을 아는 지식 》(Keep in Step With the Spirit)/홍성사
- 《하나님을 아는 지식》(Knowing God)/IVP
- 《하나님! 나를 도와주세요》(ANSWERS QUESTIONS FOR TODAY)/아가페
- A Quest for Godliness : The Puritan Vision of the Christian Life / Crossway Books, 1990.
- 《기독교 참된 휴머니즘》/(Christianity The True Humanism)/ 여수룬
- 《청교도 사상》/(Among God's Giants ) / CLC(기독교 문서선교회): 청교도에 대한 개략적인 설명과 존 오언과 그의 작품에 관한 설명을 주로 소개한다. 마지막 장에서 조나단 에드워즈를 소개한다.

### 저명한 글
- 양심에 대하여 : 청교도들의 양심에 대한 관점을 설명